# Скафарелли, Франческо
Франческо Скафарелли (итал. Francesco Scafarelli; 23 октября 1933, Флоренция — 3 декабря 2007, Матера) — итальянский шахматист, международный мастер (1957).

## Шахматная карьера
В 1952 году получил звание национального мастера.
Участник 2-го чемпионата мира среди юниоров (1953) в Копенгагене (9-е место, 20 участников).
В составе национальной сборной участник следующих соревнований:
- 2 Олимпиады (1952 и 1954). На 11-й олимпиаде в Амстердаме (1954) показал 3-й результат на 4-й доске.
- 3 Кубка Клары Бенедикт (1955, 1958—1959).

В состав команды «Генуя» участник 9-го Кубка европейских клубов (1993) в г. Хилверсюме.
Лучшие результаты в международных соревнованиях: Люцерн (1953) — 3-е; Бевервейк (1956) — 3-4-е.

## Изменения рейтинга
| Графики недоступны из-за технических проблем. См. информацию на Фабрикаторе и на mediawiki.org. |